# QS World University Rankings
QS World University Rankings è una classifica mondiale di università pubblicata ogni anno da Quacquarelli Symonds (QS).
È una delle più note classifiche universitarie al mondo con la Academic Ranking of World Universities e al Times Higher Education World University Rankings.
Tra il 2004 e il 2009, la classifica veniva pubblicata in collaborazione con Times Higher Education, settimanale britannico che tratta di istruzione superiore. A partire dal 2010 la collaborazione è terminata, e Times Higher Education ha cominciato a pubblicare una propria versione della classifica, Times Higher Education World University Rankings.
Il ranking delle università del 2020-2021 è disponibile sul sito dell’ente.
A partire dal 2023 sono stati introdotti tre nuovi parametri di valutazione: sostenibilità, occupabilità e ricerca internazionale.